# Première bataille de Bull Run
Pour les articles homonymes, voir Bull Run.
Guerre de Sécession
Batailles
Campagne de Manassas
- 1er Fairfax Court House
- Arlington Mills
- Vienna
- Hoke's Run
- Blackburn's Ford
- 1er Bull Run

La première bataille de Bull Run, aussi nommée première bataille de Manassas par les forces sudistes (ce nom est encore fréquemment employé dans les États du Sud), fut le premier affrontement majeur de la guerre de Sécession entre l'Union (Nord) et la Confédération (Sud).
La bataille se déroula le 21 juillet 1861 près de la petite ville de Manassas, en Virginie, à 60 km au sud-ouest de Washington. Alors qu'elles sont persuadées d'obtenir une victoire facile, les forces nordistes, non aguerries, sous les ordres du brigadier général Irvin McDowell, traversent la rivière Bull Run pour affronter l'armée sudiste guère plus aguerrie sous les ordres des généraux Joseph E. Johnston et Pierre Gustave Toutant de Beauregard. Malgré un engagement de la bataille qui leur est d'abord favorable, les forces nordistes subissent un échec cuisant et, mises en déroute, doivent se replier sur Washington.

## Forces en présence
Forces de l'Union
Les forces de l'Union, fortes de 35 000 soldats dont environ 18 000 combattants effectifs, sont commandées par le brigadier général Irvin McDowell et composées de 4 divisions.
 Forces de la Confédération
Les forces de la Confédération, fortes de 34 000 soldats dont 18 000 à 32 000 combattants effectifs, sont commandées par le brigadier général Joseph Eggleston Johnston et composées de 11 brigades.

## Préparation

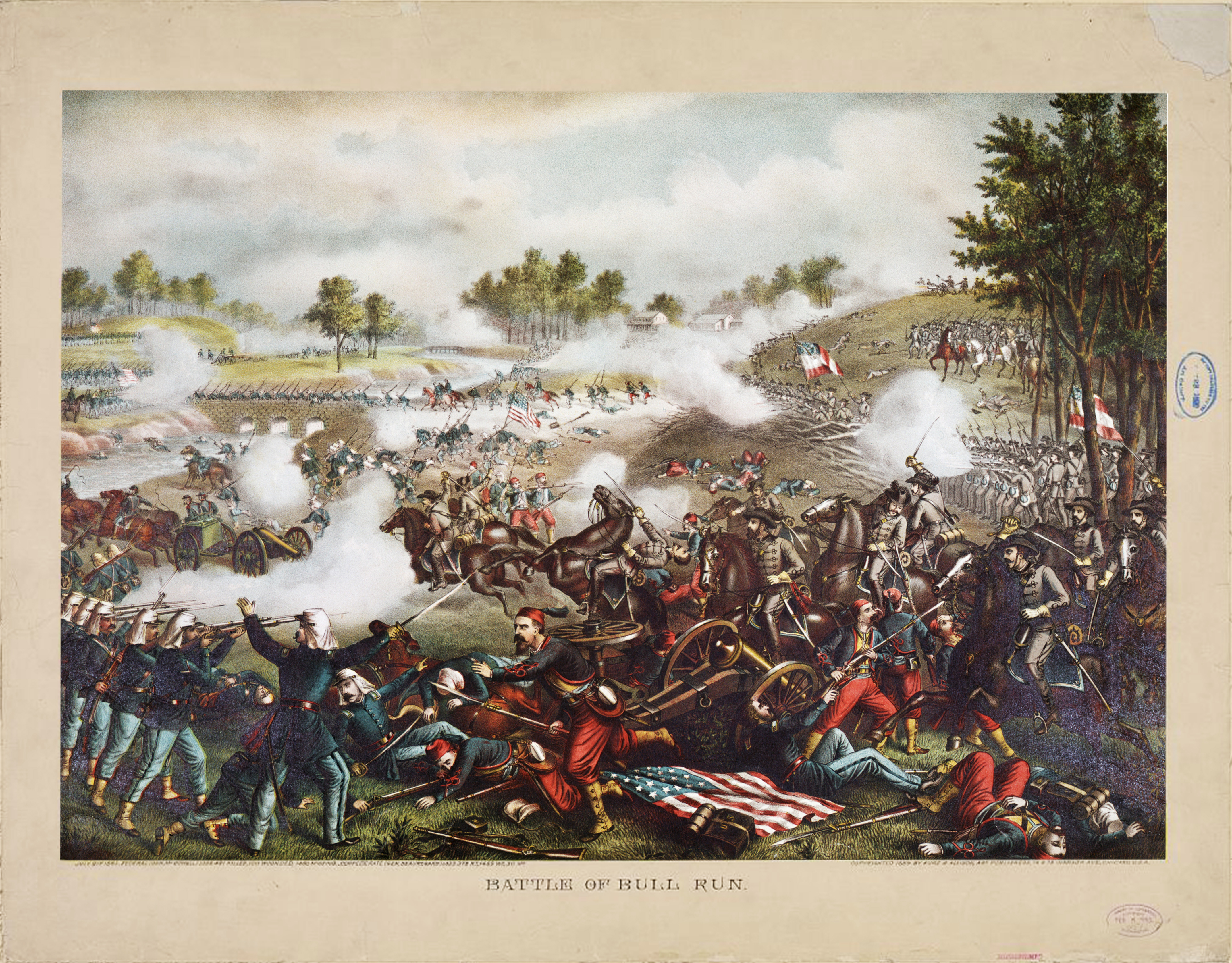
La bataille de Bull Run où les armées de l'Union sont défaites.

La guerre de Sécession commence le 12 avril 1861 par la bataille de Fort Sumter. Aucun des deux camps n'avait préparé ses effectifs, ne voulant pas paraître comme l'agresseur. La mobilisation commence ainsi à partir de la deuxième quinzaine d'avril 1861. Les deux camps prévoient une guerre de courte durée, le premier appel à volontaires porte donc pour un engagement de trois mois. Une partie des troupes doit théoriquement être démobilisée fin juillet, alors qu'aucune bataille importante n'a été livrée.
Les premiers appels à volontaires ont été couverts sans problème par la population des deux adversaires. Paradoxalement, il y avait parfois trop d'hommes pour les capacités logistiques des deux camps (voir plus loin équipements).

### Effectifs
Depuis la prise de Fort Sumter, l'armée de l'Union n'est pas restée inactive, ses effectifs ont quintuplé (passant de 16 000 hommes en 1860 à environ 90 000 hommes sur tous les théâtres d'opérations) à la veille de la bataille. Toutefois si les effectifs de l'Union sont corrects en quantité, ils sont loin de l'être en qualité, en particulier il manque beaucoup de bons officiers, un certain nombre (dont le colonel Robert E. Lee) a quitté l'Union pour rejoindre la Confédération. L'armée de l'Union rappelle donc des anciens de West Point revenus à la vie civile.
Les confédérés possèdent un plus grand nombre de bons officiers que les fédéraux, beaucoup d'entre eux sont diplômés de West Point et ont une tradition de milice.
De plus, les soldats des unités confédérées sont généralement plus habitués à la vie de plein air que les nordistes, ce qui constituera un avantage dans les premières campagnes de la guerre.

### Équipements
Les unités sont levées État par État, chaque État devant assurer l'équipement de ses régiments en armes et en uniformes.
Les industries d'armements sont majoritairement au nord, les unionistes n'ont donc pas de mal à se fournir en fusils et canons, alors que la seule usine d'Augusta en Géorgie[réf. nécessaire] a beaucoup de mal à suivre la demande (dans les premiers temps de la guerre, certains régiments ne sont pas levés faute de fusils). Certains hommes de troupe confédérés commencent la guerre avec leurs fusils de chasse ; par la suite ils utiliseront les fusils pris aux nordistes.
Les uniformes ne sont pas normalisés au début de la guerre, certaines unités de zouaves unionistes combattent en gris. Dans d'autres unités, il n'y a pas d'uniforme, les hommes combattent en tenue civile. Les deux partis cherchèrent à standardiser leurs tenues réglementaires dans les mois qui suivirent.
Par ailleurs, et jusqu'au 1er mai 1863 les drapeaux fédéraux  et confédérés  sont très semblables.

### Objectifs
Les unionistes ont pour objectif une bataille décisive qui entraînerait la capitulation des États confédérés et leur retour dans l'union. Au fur et à mesure que l'espoir d'une bataille décisive s'éloigne, il devient clair que seule la prise de Richmond, la capitale des États confédérés, peut mettre fin à la guerre.
Le plan de McDowell était de séparer son armée en trois colonnes, la colonne de droite devait faire diversion, celle du milieu lancerait le gros de l'attaque, pendant que la colonne de gauche encerclerait l'ennemi et couperait le chemin de Richmond.
Les confédérés ont pour objectif d'obtenir un arrêt des combats qui leur permettrait de facto de gouverner les territoires qu'ils contrôlent. Au début de la guerre la prise de la capitale fédérale paraît possible, ou du moins son encerclement.
Le plan de Beauregard était d'attendre que l'armée du Potomac fasse mouvement, puis par un mouvement tournant de la couper de ses arrières. Informé de ce plan, Jefferson Davis, président de la Confédération, y mit son veto. Le plan demandait en effet des effectifs importants, et en particulier le rappel de Jackson qui tenait alors la vallée de Shenandoah, ce qui signifiait abandonner cette vallée et ses ressources aux unionistes. Les confédérés devaient retenir les unionistes à Manassas, puis se replier sur la rivière Rappahannock jugée plus facile à défendre et plus près de la capitale confédérée.

### Opinion publique
Chez les unionistes, la pression est grande pour livrer une bataille décisive, la presse et les milieux politiques harcèlent les généraux. Les militaires de carrière souhaitent prendre le temps afin de former les troupes. Le président Abraham Lincoln tente de rassurer McDowell à ce sujet : « Vos troupes ne sont pas aguerries, mais celles de l'ennemi non plus, personne n'est aguerri ».

## La bataille

### La mise en place

Positions des armées au nord de la Virginie en juillet 1861.
Confedérés
Unionistes

Malgré ses réticences, McDowell part de Washington le 16 juillet 1861 avec une armée de 35 000 hommes. À la suite de désertions (principalement les hommes dont l'engagement arrive à expiration), les effectifs Unionistes ne sont plus que de 28 452 combattants. McDowell pensait arriver à Centreville le 17 juillet 1861 grâce à une marche forcée, mais les troupes n'étaient pas habituées à ce régime de marche dans une chaleur étouffante, les hommes s'arrêtaient fréquemment pour prendre de l'eau ou manger des mûres. Ce ne fut que le 18 juillet 1861 que l'avant-garde commandée par le brigadier général Daniel Tyler arriva à Centreville.
Ses ordres étaient d'observer la route de Warenton et les abords de la Bull Run, mais Tyler s'engagea plus avant et eut une escarmouche (connue sous le nom de la bataille du Gué de Blackburn) avec des éléments avancés du général James Longstreet, les unionistes perdant 81 hommes tués, blessés ou portés disparus, tandis que les confédérés eurent 15 tués et 33 blessés dont certains moururent plus tard. Le général Tyler fut sermonné par McDowell en personne qui lui rappela qu'il avait pour mission d'observer et de ne pas se lancer dans des combats hasardeux.
À la suite du général McDowell, un certain nombre de députés et sénateurs, ainsi que des civils partent de Washington pour le site de la bataille afin d'assister à la confrontation qui semblait être perdue d'avance pour les Confédérés.
McDowel avait prévu d'immobiliser l'armée du général Johnston dans la vallée de Shenandoah par une attaque de Robert Patterson et des 18 000 hommes de la première armée de la Shenandoah. Il avait informé le général Scott que le plan d'attaque ne pouvait réussir que si Johnston était bloqué dans la vallée de la Shenandoah.
Grâce à des informateurs, Beauregard est informé du mouvement de McDowell vers 20 heures dans la soirée du 16 juillet 1861 , il peut donc se préparer, il demande au général Jackson d'emmener l'armée de la Shenandoah par le col de Blue Ridge. Il doit ensuite attaquer McDowel sur son aile droite.

### Le déroulement de la bataille

Situation le 21 juillet 1861- au matin.

À 2 h 30, le matin du 21 juillet, McDowell envoie les divisions de Hunter et Heintzelman (environ 12 000 hommes) depuis Centreville en direction du sud-ouest vers Warrenton Turnpike, puis vers le nord-ouest en direction de Sudley Springs. La division de Tyler (environ 12 000 hommes) avançant avec précaution, le général, n'ayant pas digéré l'affront qui lui avait été fait la veille, bloqua l'avance des colonnes latérales. Les unités qui avaient pu passer le pont trouvèrent la route vers Sudley Springs impraticable, et ne purent passer à gué la Bull Run que vers 9 h 30. Les hommes de Tyler ne passèrent le pont que vers 6 h 30.
Vers 5 h 15, la brigade de Richardson tira quelques coups de canon vers le gué de Mitchell sur le flanc droit des Confédérés. Certains de ces tirs atteignirent le quartier général du général Beauregard, ce qui lui indiqua que l'ennemi avait attaqué avant lui. Il ordonna alors une attaque de diversion sur le flanc nord qui toutefois n'eut jamais lieu, à cause de la défaillance des moyens de communications. Alors qu'il souhaitait voir le général Richard S. Ewell lancer une attaque, les ordres que celui-ci reçut disaient simplement « [de] se tenir prêt à faire mouvement immédiatement ». Le brigadier général Jones devait attaquer en soutien d'Ewell, mais ne reçut aucun ordre.
Tout ce qui restait sur le chemin des 20 000 soldats de l'Union sur le flanc gauche des confédérés était le colonel Nathan George « Shanks » Evans et sa brigade réduite de 1 100 hommes. Evans avait envoyé des hommes pour parer la menace directe de Tyler au pont de pierre de la route de Warrenton, mais il commençait à suspecter que les faibles attaques du général Schenck n'étaient que des feintes. Il en fut informé via le quartier général de Sudley Spring par le capitaine Edward Porter Alexander, officier de transmission de Beauregard, qui observait la scène depuis une distance de 8 km. C'est le premier exemple d'utilisation de signalisation par fanions pour transmettre des ordres pendant une bataille durant cette guerre, Alexander envoya le message : « Regardez à gauche, votre position est encerclée ». Evans envoya alors 900 hommes depuis le pont de pierre vers les pentes de Matthews Hill, au nord de leur précédente position.
Evans reçut bientôt en renfort les deux brigades du brigadier général Barnard Elliott Bee, Jr. et du colonel Francis S. Bartow, amenant le total des forces du flanc nord à 2 800 hommes. Ils parvinrent à ralentir la brigade de tête de Hunter (commandée par le brigadier général Ambrose E. Burnside) qui tentait de passer à gué la rivière Bull Run et d'avancer vers la rivière Young Branch au nord de la colline Henry House. L'un des chefs de la brigade de Tyler (le colonel William Tecumseh Sherman) traversa un gué non protégé et chargea le flanc droit des confédérés. Cette attaque surprise, combinée à la pression de Burnside et du major George Sykes, provoqua une rupture de la ligne confédérée peu après 11 h 30, les confédérés se replièrent en déroute vers Henry Hill.
Alors qu'ils se repliaient depuis leur position de Matthews Hill, les restes des unités de Evans, Bee et Bartow reçurent un peu de soutien du capitaine John D. Imboden et de sa batterie de quatre canons qui parvinrent à retenir les fédéraux pendant que les sudistes se regroupaient sur la colline de Henry House. Ils furent rejoints par les généraux Johnston et Beauregard qui arrivaient juste du quartier général de Johnston à la ferme de Lewis « Portici ». Heureusement pour les confédérés, McDowell ne pressa pas son avantage en essayant de saisir des positions stratégiques, préférant bombarder la colline avec les batteries des capitaines James B. Ricketts (batterie I, 1er Artillerie fédérale) et Charles Griffin (batterie D, 5e Fédérale) depuis la crête de Dogan.
La brigade virginienne du colonel Thomas J. Jackson arriva au secours des confédérés désorganisés vers midi, accompagnée du colonel Wade Hampton et de sa légion d'Hampton et de la cavalerie du colonel Jeb Stuart. Jackson positionna ses cinq régiments sur la partie de la colline opposée à l'ennemi, les protégeant ainsi des tirs directs. Il put positionner 13 canons sur le sommet de la colline, le recul des armes les amenant en position de sécurité, les artilleurs pouvaient recharger en sûreté. Pendant ce temps McDowell déplaçait les batteries de Rickett et Griffin depuis Dogan's Ridge vers la colline Henry House pour un soutien au plus près de son infanterie. Les 11 canons fédéraux engagèrent un intense duel d'artillerie contre les 13 canons confédérés à une distance de 270 m. Contrairement à de nombreux autres engagements de la guerre, l'artillerie sudiste eut ici l'avantage.
L'une des victimes de ces tirs fut Judith Carter Henry, une veuve de 85 ans, qui, invalide, ne fut pas en état de quitter son lit. Lorsque Rickett se fit tirer dessus, il en conclut que les tirs devaient venir de la maison Henry et donna l'ordre de tirer sur ce bâtiment. Un obus traversa le mur et emporta le pied de la vieille dame qui mourut par la suite de blessures multiples.
« L'ennemi nous repousse ! » s'exclama Bee à Jackson. Jackson, ancien de West Point, professeur à l'Institut militaire de Virginie aurait répondu « Alors monsieur, nous leur donnerons de la baïonnette ! », Bee exhorta ses propres hommes à se remettre en position en criant : « Il y a Jackson qui tient comme un mur de pierre, soyez prêt à mourir ici et nous vaincrons, suivez-moi ! » Les sens des propos de Bee ne fit pas l'unanimité, il fut mortellement blessé immédiatement après et aucun de ses subordonnés n'a écrit de rapport sur la bataille. Le major Burnet Rhett, chef de l'état-major du général Johnston affirme que Bee était en colère par la passivité de Jackson à secourir les unités de Bee et Bartow alors qu'elles étaient soumises à une pression intense. Ceux qui adoptent ce point de vue pensent que ce commentaire était plutôt malveillant : « Regardez Jackon immobile comme un mur de pierre ! »,. Il y a d'autres opinions, certains pensent que Bee n'aurait rien dit du tout

Attaque sur la colline Henry House, 12h-14h

Le commandant de la batterie Griffin décide de déplacer deux de ses canons vers le sud de sa ligne, espérant pouvoir prendre en enfilade les rangs confédérés. Vers 15 heures, ces canons seront pris d'assaut par les troupes du 33e de Virginie dont les hommes portaient des uniformes bleus, ce qui trompa la vigilance du supérieur de Griffin, Willian F. Barry, qui lui ordonna de ne pas tirer. Un tir à courte portée du 33e de Virginie et l'assaut de la cavalerie de Jeb Stuart sur le flanc du 11e régiment volontaire d'infanterie de New York (les zouaves d'Elmer E. Ellsworth) qui assistait l'artillerie tua de nombreux servants et dispersa l'infanterie. Profitant de ce succès, Jackson ordonna à deux de ses régiments de charger les canons de Rickett et ils furent capturés aussi. D'autres unités de cavalerie Fédérale furent engagées, les canons changèrent de mains plusieurs fois.
La capture des canons de l'union changea le cours de la bataille, Bien que McDowell ait amené 15 régiments pour la prise de la colline, surpassant les confédérés à deux contre un, au maximum seuls deux régiments étaient engagés simultanément. Jackson a continué ses attaques ordonnant aux soldats du 4e d'infanterie de Virginie : « ne tirez que lorsqu'il seront à 50 yards ! Puis tirez et chargez à la baïonnette ! Quand vous chargerez criez comme des furies ! ». Pour la première fois, les troupes de l'union entendirent le cri de guerre des « rebelles ». Les dernières troupes nordistes furent poussées hors de la colline Henry House vers 16 h par la charge de deux régiments de la brigade du colonel Philip St. George Cocke (en).

Retraite de l'Union vers.

À l'ouest, la crête Chinn avait été occupée par la brigade du colonel Oliver O. Howard de la division Heintzelman. Vers 16 heures, deux brigades confédérées qui venaient d'arriver de la vallée de la Shenandoah (celles du colonel Jubal A. Early et du brigadier général Kirby Smith commandées par le colonel Arnold Elzey après que Smith fut blessé) écrasèrent la brigade d'Howard. Beauregard ordonna à toute sa ligne d'avancer. Les forces de McDowell s'écroulèrent et battirent en retraite.
La retraite fut relativement ordonnée jusqu'à la traversée du Bull Run, mais elle fut mal coordonnée par les officiers de l'union. Un véhicule avait été renversé par un tir d'artillerie et bloquait le passage sur un pont enjambant le ruisseau Cub Run, provoquant un début de panique parmi les troupes de McDowell. Alors que les soldats affluaient vers Centreville, en jetant leurs armes, McDowell a ordonné à la division du colonel Dixon S. Miles d'établir une arrière-garde, mais il fut impossible de réorganiser l'armée avant d'atteindre les faubourgs de Washington. Dans le désordre qui suivit, des centaines de soldats nordistes furent faits prisonniers. Les élites de Washington, députés et sénateurs compris, s'attendant à une victoire facile, étaient venus pique-niquer en regardant la bataille. Quand l'armée fut repoussée et acculée à la retraite, les routes menant à Washington furent encombrées par les calèches des civils qui voulaient regagner la capitale.
Beauregard et Johnston ne profitèrent pas de l'avantage, malgré l'insistance pressante du président confédéré Jefferson Davis qui, arrivant sur le champ de bataille, vit la déroute des armées nordistes, les troupes sudistes étant elles-mêmes assez désorganisées. Une tentative de Johnston pour intercepter les troupes de l'Union depuis son flanc droit, en utilisant les brigades des généraux Milledge L. Bonham et James Longstreet se solda par un échec. Les deux généraux se disputaient après avoir reçu des tirs d'artillerie de l'arrière-garde nordiste. De plus, la brigade de Richardson bloquait la route de Centreville, Johnston donna, alors, l'ordre d'arrêter la poursuite.

## Conséquences
La défaite renforce la détermination du Nord ; a contrario, le Sud se croit dans un premier temps invincible.
Le Sud qui n'était pas préparé à un tel résultat, aurait manqué de peu de prendre Washington. À l'époque, beaucoup de contemporains pensèrent qu'on leur avait volé la victoire. Toutefois, les historiens modernes pensent que les troupes sudistes n'auraient pas pu prendre Washington qui était de l'autre côté du Potomac.
Ce premier engagement majeur commence à dissiper l'idée d'une victoire rapide après une bataille décisive. Les politiciens des deux camps comprennent que la guerre risque d'être longue et coûteuse, le 22 juillet 1861, le président Abraham Lincoln signe un décret pour enrôler 500 000 hommes pour trois ans de service.
La confusion possible entre les drapeaux fédéraux  et confédérés  amène les confédérés à adopter un drapeau de combat  connu sous le nom de dixie flag.

## Le site
Deux jours après la bataille, une partie des terrains sera rachetée par des spéculateurs dans le but d'exploiter sa nouvelle notoriété. Aujourd'hui le site est devenu le Manassas National Battlefield Park, un site historique national protégé et géré par le National Park Service.

## Dans la culture populaire
- Sullivan Ballou (1829-1861) est un avocat et politicien américain et un officier de l'Armée de l'Union durant la guerre de Sécession. Il est connu pour une lettre poignante qu'il écrivit à sa femme une semaine avant de se faire tuer à la première bataille de Bull Run.
- Bull Run, collection Les Tuniques bleues (album 27), par Lambil et Cauvin, Dupuis.
- Gods and Generals (2003), de Ronald F. Maxwell.
- Dans le livre 2 de la mini-série "Le Nord et le Sud" (1986)

## Sources